# Pierre Vezin
Pierre Vezin (* 9. September 1654 in Saint-Florentin/Champagne; † 9. September 1727 in Hannover) war ein französischer Violinist und kurfürstlich hannoverscher und königlich britischer Hof-Kammermusiker.

## Leben
Pierre Vezin kam in Saint-Florentin als Sohn des Winzers Aphrode Vezin (1615–1661) und dessen Ehefrau Marie Vyé (1617–1666) zur Welt.
Zur Zeit des Fürstentums Calenberg kam Pierre Vezin 1688 in die Residenzstadt Hannover, wo er unter dem Landesherrn Herzog Ernst August Mitglied der hannoverschen Hofkapelle und bald darauf zum Kurfürstlichen Hof- und Kammermusiker ernannt wurde.
Gemäß Richard Bögers „Geschichte der Familie Châteauneuf-Vezin“ kamen nach Aufhebung des Ediktes von Nantes 1685  flüchtige Hugenotten zu ihm und baten ihn um seinen Schutz. Er habe sie trotz seines eigenen römisch-katholischen Glaubens aufgenommen und infolgedessen selbst sein Vaterland verlassen müssen. Auf diese Weise sei er nach Hannover gekommen und habe durch Vermittlung des Hugenotten Estopey ein Engagement im Orchester der Oper bekommen.
Er heiratete am 14. August 1689 in Hannover die französische Schauspielerin Marie Charlotte Pâtissier de Châteauneuf (1672–1729). Nach der Geburt seines Sohnes Jean Baptiste Vezin 1712 und dem Aufstieg von Georg Ludwig zum König von Großbritannien 1714 wurde Vezin in seiner Stellung bestätigt, nun jedoch als königlich britischer Hof- und Kammermusiker. Er starb an seinem Geburtstag 1727; im selben Jahr übernahm sein Sohn Jean Baptiste diese Stellung.